# صحافة مطولة
الصحافة المطولة هي فرع من فروع الصحافة المخصصة للمقالات الأطول ذات المحتوى الأكثر. يتراوح طول المقالات المطولة بين طول المقال التقليدي وطول الرواية. عادة تأخذ المقالات المطولة شكل عمل إبداعي واقعي أو صحافة سردية.
لقد تنامت شعبية الصحافة المطولة على مدى السنوات القليلة الماضية، مع وجود المدونات والمؤسسات الإعلامية بما في ذلك بزفييد (BuzzFeed) ونيويورك تايمز التي تقوم بإنشاء التغطية المطولة أو توسع نطاقها والشركات الجديدة التي تم تأسيسها للاستفادة من هذا الاهتمام الجديد.